# 1114
1114 (MCXIV) a fost un an obișnuit al calendarului iulian.

## Evenimente
- 21 ianuarie: Căsătoria de la Mainz, dintre Matilda (12 ani), fiica regelui Henric I Beauclerc al Angliei, și împăratul Henric al V-lea.
- 14 august: Musulmanii din Spania cuceresc Tudela.
- 7 septembrie: Tratatul de la San Felix de Gerona dintre Pisa și Ramon Berenguer al III-lea, conte de Barcelona.
- 31 octombrie: Matilda de Toscana ia în stăpânire Mantova.

### Nedatate
- aprilie: Cu sprijinul flotei pisanilor, contele Ramon Berenguer al III-lea de Barcelona și Provence începe campania asupra insulelor Baleare, cucerind de la musulmani Ibiza și Mallorca.
- septembrie: Emirul de Alep, Alp-Arslan, este asasinat de către eunucul Loulou, care instalează la conducerea orașului pe un alt fiu al lui Ridwan, minor; Alepul intră într-o perioadă de anarhie.
- Cumanii trec Dunărea ca să prade imperiul bizantin, dar se retrag din fața armatei bizantine înapoi peste fluviu. Bizantinii îi urmăresc peste Dunăre, probabil până la râul Olt.
- Guvernatorul almoravid al Zaragozei încearcă fără succes să captureze Toledo și Barcelona; invadatorii sunt respinși din dreptul Barcelonei în urma luptei de la Congost de Martorell.
- Khitaii amenință regiunea Xixia, stăpânită de triburile tunguților; împăratul Song al Chinei, Huizong, încheie un pact cu hanul djurgeților Agouda, care îi alungă pe khitai din Manciuria.
- Nouă apariție a ereziei catharilor la Soissons.

## Arte, științe, literatură și filozofie
- Cronicarul Orderic Vitalis începe lucrul la "Historia ecclesiastica".

## Înscăunări
- Govinda, rege indian de Kanauj (în zona Delhi), (1114-1154).

## Nașteri
- Bhaskara, matematician și astronom indian (d. 1185).
- Geraldo de Cremona, traducător italian (d. 1187).
- Otto de Freising, episcop și cronicar german (d. 1158).

## Decese
- septembrie: Alp-Arslan, emir de Alep (n. ?)
- Nestor, cronicar rus (n.c. 1056)